# František Svoboda
František Svoboda (Bécs, 1906. augusztus 5. – 1948. július 6.) világbajnoki ezüstérmes csehszlovák válogatott labdarúgó.
A csehszlovák válogatott tagjaként részt vett az 1934-es világbajnokságon.

## Sikerei, díjai
Slavia Praha
- Csehszlovák bajnok (8): 1928–29, 1929–30, 1930–31, 1932–33, 1933–34, 1934–35, 1936–37, 1939–40
- Közép-európai kupa győztes (1): 1938

Egyéni
- A csehszlovák bajnokság gólkirálya (1): 1934–35 (27 gól)

Csehszlovákia
- Világbajnoki döntős (1): 1934